# 신타그마 광장

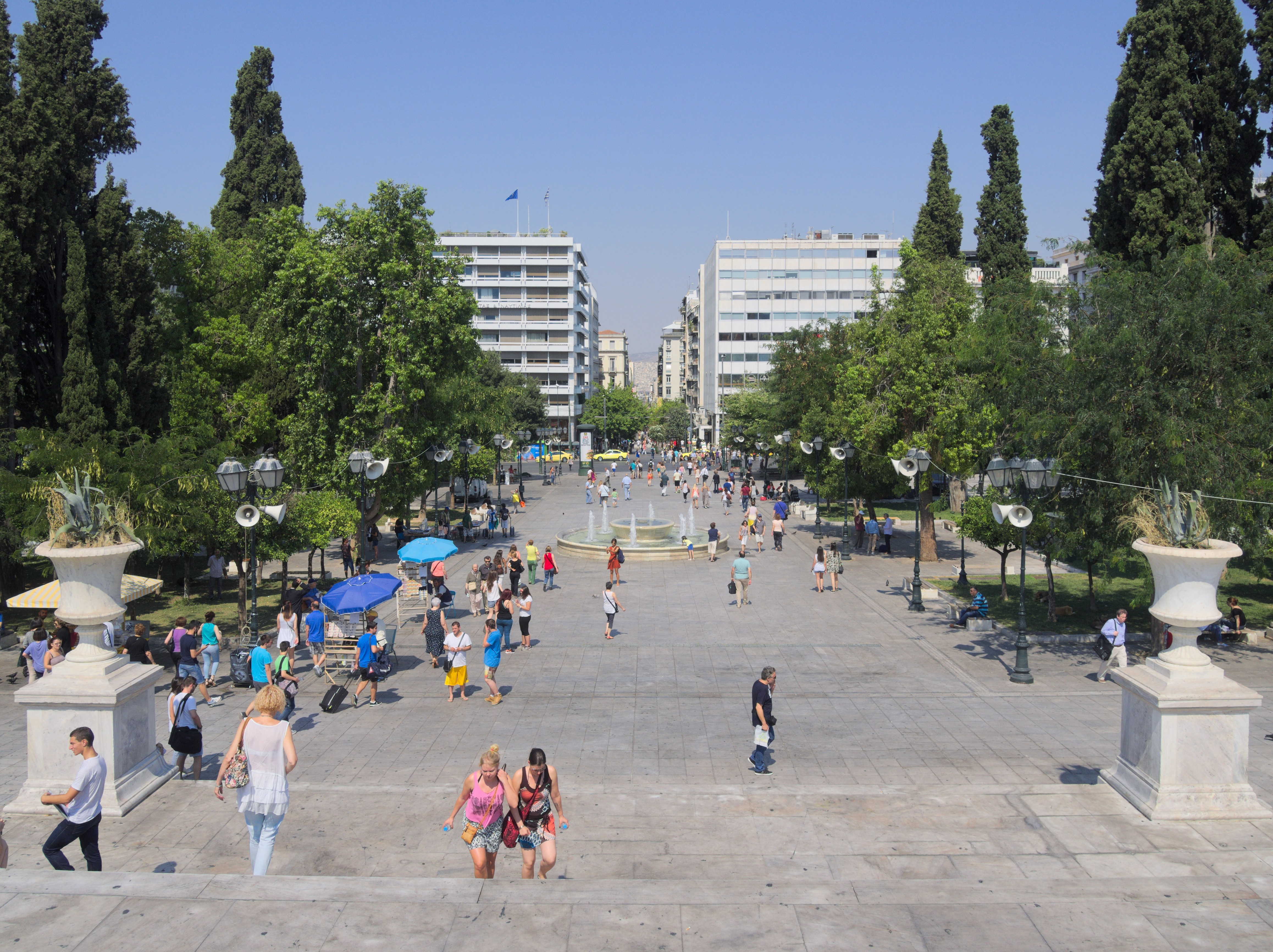
신타그마 광장

신타그마 광장(그리스어: Πλατεία Συντάγματος)은 그리스 아테네의 중심부에 있는 광장이다. 1844년 그리스 왕국의 헌법이 여기서 반포되었다. 신타그마는 그리스어로 헌법을 의미한다. 그리스 고궁이 광장 바로 앞에 위치해 있으며, 이 건물은 1934년부터 그리스 국회로 사용되고 있다. 이 광장의 동쪽에는 무명 용사의 비가 있다. 그 밖에도 광장 주변에는 각종 관공서가 위치해있고, 광장 서쪽으로 아테네 최대의 번화가인 에르무 거리가 있다.

## 역사
신타그마 광장은 19세기 초 그리스 왕국의 초대 국왕인 오톤 왕이 1834년 수도를 나플리오에서 아테네로 천도하면서 건설됐다.